# 巴尔德卡萨
巴尔德卡萨，是西班牙卡斯蒂利亚-莱昂阿维拉省的一个市镇。总面积22平方公里，总人口104人（2001年），人口密度5人/平方公里。